# Juan Carretero Luca de Tena
Juan Carretero Luca de Tena (Sevilla, 5 de mayo de 1890-ibidem, 16 de abril de 1952), fue un periodista y escritor español.

## Biografía
Nacido en 1890, estudió Ciencias morales y políticas en la Universidad de Sevilla, ampliando posteriormente sus estudios superiores en Suiza. Se inició en el periodismo de la mano de su tío Torcuato Luca de Tena, trabajando como redactor en el diario ABC de Madrid. Posteriormente, regresó a la capital hispalense, pasando al diario El Noticiero Sevillano, publicación que dirigió entre 1919 y 1929; durante esta etapa incorporó a la redacción a algunas de las mejores plumas de la época.
Reconocido crítico del regionalismo andaluz de raíz «histórica», llegó a colaborar con la revista sevillana Bética.
En 1929 fue nombrado director de la edición sevillana de ABC, estrenada ese mismo año. Hombre de talante liberal-conservador, durante el periodo que estuvo al frente del ABC sevillano, el diario consolidó su existencia y de hecho aumentó su tirada. En febrero de 1937 abandonó la dirección del ABC de Sevilla, si bien volvería a ejercer las funciones de director entre mayo y julio de 1939. Volvería a ocupar la dirección del ABC de Sevilla entre 1944 y 1952. Falleció en Sevilla en 1952.